# Сем Роквелл
Сем Ро́квелл (англ. Sam Rockwell; нар. 5 листопада 1968, Каліфорнія, США) — американський актор. Найбільш відомий своїми ролями у фільмах «Лугові собачки», «Сповідь небезпечної людини», «Сім психопатів», «Зелена миля», «Автостопом по галактиці», «Місяць», «Три білборди за межами Еббінга, Міссурі».
За роль у фільмі «Три білборди за межами Еббінга, Міссурі» (2017) отримав нагороду премії «Оскар», БАФТА, «Золотий глобус» і Гільдії кіноакторів США.

## Біографія
Народився в Дейлі-Сіті (Каліфорнія) в сім'ї акторів Піта Роквелла і Пенні Гесс. Його батьки переїхали в Нью-Йорк, коли йому виповнилося 2 роки. Спочатку вони жили в Бронксі, потім на Манхеттені. Коли Сему виповнилося 5 років, його батьки розлучилися, і він зі своїм батьком переїхав до Сан-Франциско, де і виріс. Літні канікули він проводив з матір'ю в Нью-Йорку.
Коли Сему було десять, він вперше з'явився на сцені в ролі Гамфрі Богарта в комедії, в якій грала його мати. В Сан-Франциско Сем відвідував спеціалізовану школу School of the Arts High School, але, не завершивши, покинув її. Пізніше батьки записали його в школу альтернативного навчання Urban Pioneers, і Сем все-таки отримав свідоцтво про закінчення середньої школи. За словами самого Роквелла школа була створена «спеціально для шалапутів», оскільки її легко закінчити, але вона все ж допомогла юному актору повернути інтерес до драматичного мистецтва. В 1989 році він навіть отримав роль у фільмі жахів «Будинок клоунів», де Роквелл зіграв одного з братів, над якими знущались ненормальні клоуни. Після закінчення школи Сем виїхав до Нью-Йорка, щоб два роки вчитися акторській майстерності в William Esper Studio.

## Кар'єра
Молодий актор зіграв багато невеликих ролей у театральних постановках, а також в таких фільмах як «Останній поворот на Бруклін» (1989), «Черепашки-ніндзя» (1990) і телесеріалі «Закон і порядок» (1993). Щоб забезпечити себе, доводилося працювати. У 1994 році йому пощастило — знявшись в рекламному ролику пива «Miller Ice», Сем отримав гонорар, що дозволив покинути додаткові роботи і повністю зосередитися на кіно.
Поворотним моментом у кар'єрі актора став фільм «Коробка місячного світла» (1996), своєю роллю в якому він звернув на себе увагу критиків, які оцінили його роботу. Роквелл бездоганно грає бідного косаря газонів у драмі 1997 року «Лугові собачки», що приносить йому нагороду за найкращу чоловічу роль на Монреальському і Каліфорнійському кінофестивалях. У 1999 році в прокат виходить ще одна стрічка з його участю — «Зелена миля» (за однойменним романом Стівена Кінга). Роквелл блискуче зіграв роль маніяка-вбивці Білла. За зізнанням актора, від цієї ролі він отримав справжнє задоволення: «Мені подобаються темні, похмурі персонажі, у моєму героєві має бути якась вада, ненависть до себе, злоба… Але боюся, що після цього доведеться грати адвокатів або англійських аристократів, інакше на мене швидко начеплять ярлик». Картина отримала багато номінацій та нагород найпрестижніших премій світу. Сему знадобилося десять років напруженої праці, щоб отримати визнання в Голлівуді.

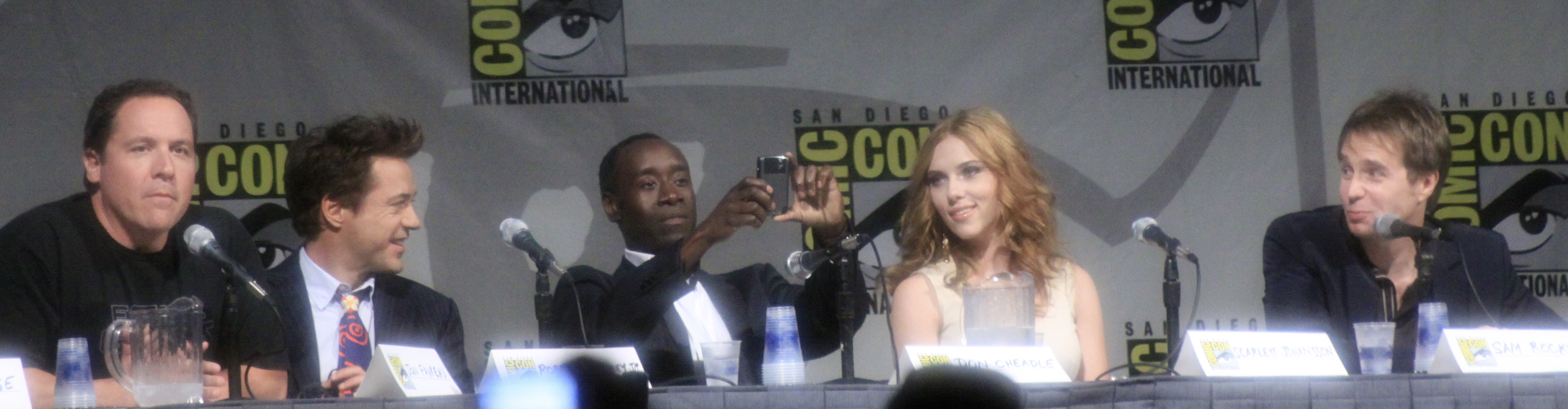
Акторський склад «Залізної людини 2» на San Diego Comic-Con International в 2009 році (Сем Роквелл — крайній справа).

У 2003 році на Берлінському кінофестивалі Роквелл отримав «Срібного ведмедя» за найкращу чоловічу роль у фільмі «Сповідь небезпечної людини».

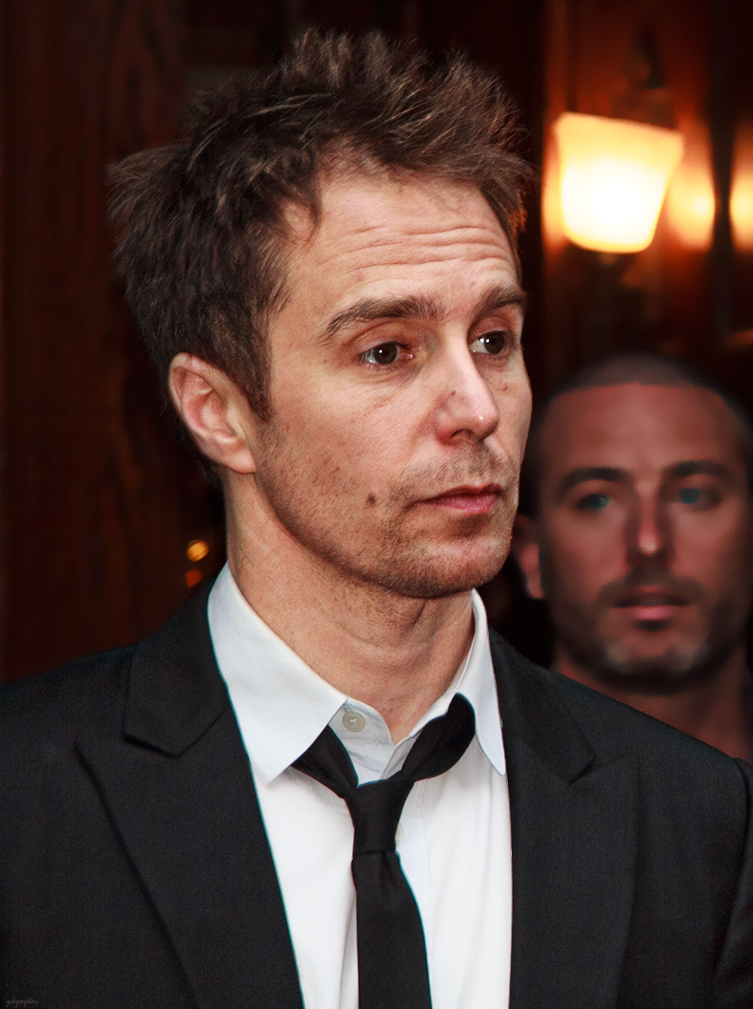
Сем Роквелл на Міжнародному кінофестивалі у Торонто, 2012 р.

Участь в таких хітах як «Ангели Чарлі» з Камерон Діас, Дрю Беррімор, Люсі Лью, «У пошуках галактики» з Аланом Рікманом та Сігурні Вівер, «Автостопом по галактиці», «Чудова афера» з Ніколасом Кейджем і «Сон літньої ночі» з Кевіном Клайном і Стенлі Туччі, дозволяють Сему Роквеллу багато зніматися в малобюджетних незалежних фільмах. У 2008 році популярний актор зіграв головну роль в екранізації книги Чака Паланіка «Задуха», а у 2009 знявся в дебютному фільмі режисера Данкана Джонса — фантастичній драмі «Місяць», в якій колегою по знімальному майданчику Сема був Кевін Спейсі. В 2010 році на екрани вийшла друга частина трилогії «Залізна людина» за участю Роквелла, який зіграв Джастіна Гаммера.

## Особисте життя
Сем Роквелл ніколи не був одружений і не хоче мати дітей. «Ця ноша не для мене», — говорить він в одному з інтерв'ю.

## Фільмографія

### Фільми
| Рік  |     | Українська назва                        | Оригінальна назва                                          | Роль                     |
| ---- | --- | --------------------------------------- | ---------------------------------------------------------- | ------------------------ |
| 1989 | ф   | Будинок клоунів                         | Clownhouse                                                 | Ренді                    |
| 1990 | ф   | Черепашки-ніндзя                        | Teenage Mutant Ninja Turtles                               | член банди Шреддера      |
| 1991 | ф   |                                         | Strictly Business                                          | Гері                     |
| 1992 | ф   |                                         | Jack and His Friends                                       | Луї                      |
| 1992 | ф   |                                         | In the Soup                                                | Паулі                    |
| 1992 | ф   | Чуйний сон                              | Light Sleeper                                              | Jealous                  |
| 1992 | ф   |                                         | Happy Hell Night                                           | юний Генрі Коллінз       |
| 1994 | ф   |                                         | Somebody to Love                                           | поляк                    |
| 1994 | ф   |                                         | The Search for One-eye Jimmy                               | Джиммі                   |
| 1995 | ф   |                                         | Drunks                                                     | Тонні                    |
| 1995 | ф   | Блиск слави                             | Glory Daze                                                 | Роб                      |
| 1995 | ф   |                                         | Mercy                                                      | Метті                    |
| 1996 | кф  |                                         | Bad Liver and a Broken Heart                               | розбите серце            |
| 1996 | ф   | Баскія                                  | Basquiat                                                   | розбійник                |
| 1996 | ф   | Місячна скринька                        | Box of Moonlight                                           | Бакі                     |
| 1997 | ф   |                                         | Arresting Gena                                             | Сонні                    |
| 1997 | ф   | Лугові собачки                          | Lawn Dogs                                                  | Трент                    |
| 1998 | ф   |                                         | The Call Back                                              | Алан / Крістофер Вокен   |
| 1998 | ф   |                                         | Jerry and Tom                                              | Джеррі                   |
| 1998 | ф   |                                         | Louis & Frank                                              | Сем                      |
| 1998 | ф   | Ведмежатники                            | Safe Men                                                   | Сем                      |
| 1998 | ф   |                                         | Celebrity                                                  | Дерроу Антураж           |
| 1999 | ф   | Сон літньої ночі                        | A Midsummer Night’s Dream                                  | Френсіс                  |
| 1999 | ф   | Зелена миля                             | The Green Mile                                             | Вільям Уортон            |
| 1999 | ф   | У пошуках галактики                     | Galaxy Quest                                               | Гай Флігмен              |
| 2000 | ф   | Янголи Чарлі                            | Charlie's Angels                                           | Ерік Нокс                |
| 2001 | кф  |                                         | D.C. Smalls                                                | співак караоке           |
| 2001 | кф  |                                         | Pretzel                                                    | Сем                      |
| 2001 | кф  |                                         | BigLove                                                    | Нейт                     |
| 2001 | ф   |                                         | Made                                                       | працівник готелю         |
| 2001 | ф   |                                         | Heist                                                      | Джиммі                   |
| 2002 | ф   | 13 місяців                              | 13 Moons                                                   | Рік                      |
| 2002 | кф  |                                         | Running Time                                               | жертва                   |
| 2002 | ф   | Ласкаво просимо до Коллінвуду           | Welcome to Collinwood                                      | Перо Махалович           |
| 2002 | ф   | Сповідь небезпечної людини              | Confessions of a Dangerous Mind                            | Чак Барріс               |
| 2003 | ф   | Прекрасна афера                         | Matchstick Men                                             | Френк Мерсер             |
| 2004 | ф   |                                         | Piccadilly Jim                                             | Джим Крокер              |
| 2005 | ф   | Автостопом по галактиці                 | The Hitchhiker's Guide to the Galaxy                       | Зафод Біблброкс          |
| 2005 | ф   |                                         | The F Word                                                 | Джеремі                  |
| 2005 | кф  |                                         | Robin's Big Date                                           | Бет-мен                  |
| 2007 | ф   |                                         | Joshua                                                     | Бред Керн                |
| 2007 | ф   |                                         | Snow Angels                                                | Гленн Маршан             |
| 2007 | ф   |                                         | The Assassination of Jesse James by the Coward Robert Ford | Чарльз Форд              |
| 2008 | кф  |                                         | Woman in Burka                                             | Сем                      |
| 2008 | ф   | Задуха                                  | Choke                                                      | Віктор Манчіні           |
| 2008 | ф   | Фрост проти Ніксона                     | Frost/Nixon                                                | Джеймс Рестон-молодший   |
| 2009 | ф   | Сезон перемог                           | The Winning Season                                         | Білл                     |
| 2009 | ф   | Місяць                                  | Moon                                                       | Сем Белл                 |
| 2009 | мф  | Бригада М                               | G-Force                                                    | Дарвін (озвучення)       |
| 2009 | кф  |                                         | Gentlemen Broncos                                          | Бронко                   |
| 2009 | ф   | У них все добре                         | Everybody's Fine                                           | Роберт                   |
| 2010 | ф   | Залізна людина 2                        | Iron Man 2                                                 | Джастін Хаммер           |
| 2010 | кф  |                                         | F—K                                                        | Сем                      |
| 2010 | ф   |                                         | Conviction                                                 | Кеннет Уотерс            |
| 2011 | док |                                         | Gettysburg                                                 | оповідач                 |
| 2011 | ф   | Ковбої проти прибульців                 | Cowboys & Aliens                                           | Док                      |
| 2011 | ф   |                                         | The Sitter                                                 | Карл                     |
| 2012 | ф   | Сім психопатів                          | Seven Psychopaths                                          | Біллі Бікл               |
| 2013 | ф   |                                         | The Way, Way Back                                          | Оуен                     |
| 2013 | ф   | Єдиний постріл                          | A Single Sho                                               | Джон Мун                 |
| 2013 | ф   |                                         | Trust Me                                                   | Альдо Станкас            |
| 2013 | ф   | Справа в тобі                           | A Case of You                                              | Гері                     |
| 2013 | ф   | Хімія і життя                           | Better Living Through Chemistry                            | Дуґ Варні                |
| 2014 | кф  | Нехай живе Король                       | Marvel One-Shot: All Hail the King                         | Джастін Хаммер           |
| 2014 | ф   |                                         | Laggies                                                    | Крейґ Хантер             |
| 2014 | ф   |                                         | Loitering with Intent                                      | Вейн                     |
| 2015 | ф   |                                         | Digging for Fire                                           | Рей                      |
| 2015 | ф   |                                         | Don Verdean                                                | Дон Вердін               |
| 2015 | ф   | Полтергейст                             | Poltergeist                                                | Ерік Бовен               |
| 2015 | ф   | Мій хлопець — кілер                     | Mr. Right                                                  | Mr. Right / Френсіс Мунк |
| 2017 | ф   |                                         | Axis                                                       | у ролі самого себе       |
| 2017 | кф  |                                         | The Dark of Night                                          | офіцер Вітт              |
| 2017 | ф   | Три білборди за межами Еббінга, Міссурі | Three Billboards Outside Ebbing, Missouri                  | офіцер Джейсон Діксон    |
| 2017 | ф   | Жінка йде попереду                      | Woman Walks Ahead                                          | Сілас Гров               |
| 2018 | кф  |                                         | Blaze                                                      | нафтовик                 |
| 2018 | ф   | Німий                                   | Mute                                                       | Сем Белл                 |
| 2018 | кф  |                                         | Blue Iguana                                                | Едді                     |
| 2018 | ф   | Влада                                   | Vice                                                       | Джордж Буш               |
| 2019 | кф  |                                         | The Best of Enemies                                        | Кліборн Пол Елліс        |
| 2019 | ф   | Кролик Джоджо                           | Jojo Rabbit                                                | капітан Кленцендорф      |
| 2019 | ф   | Річард Джуелл                           | Richard Jewell                                             | адвокат Вотсон Браянт    |
| 2020 | мф  | Тролі 2: Світове турне                  | Trolls World Tour                                          | Гікорі (озвучення)       |
| 2020 | ф   | Айван, єдиний і неповторний             | The One and Only Ivan                                      | Айван (озвучення)        |
| 2022 | мф  | Поганці                                 | The Bad Guys                                               | пан Вовчук (озвучення)   |
| 2022 | ф   | Як вони біжать                          | See How They Run                                           | інспектор Стоппард       |
| 2024 | ф   | Арґайл                                  | Argylle                                                    | Ейдан                    |
| 2024 | ф   | Уявні друзі                             | IF                                                         | суперпес (озвучення)     |
| 2025 | мф  | Поганці 2                               | The Bad Guys 2                                             | пан Вовчук (озвучення)   |

### Телебачення
| Рік       |    | Українська назва                  | Оригінальна назва               | Роль                                                                      |
| --------- | -- | --------------------------------- | ------------------------------- | ------------------------------------------------------------------------- |
| 1988      | с  | Праведник                         | The Equalizer                   | Слік (Епізод: "The Child Broker")                                         |
| 1989      | с  |                                   | Dream Street                    | Джої (Епізод: "Girl's Talk")                                              |
| 1990      | с  |                                   | ABC Afterschool Special         | Джейсон (Епізод: "Over the Limit")                                        |
| 1992—1993 | с  | Закон і порядок                   | Law & Order                     | Ренді Борленд (Епізод: "Intolerance") офіцер Веддекер (Епізод: "Manhood") |
| 1993      | с  |                                   | Lifestories: Families in Crisis | Кевін Тунелл (Епізод: "Dead Drunk: The Kevin Tunell Story")               |
| 1995      | с  | Поліція Нью-Йорка                 | NYPD Blue                       | Біллі (Епізод: "Torah! Torah! Torah!")                                    |
| 1997      | тф |                                   | Subway Stories                  | людина з їжею                                                             |
| 1997      | с  |                                   | Prince Street                   | Донні Хенсон (6 епізодів)                                                 |
| 2005      | с  |                                   | Stella                          | Гері Медоус (Епізод: "Office Party")                                      |
| 2012      | мс |                                   | Napoleon Dynamite               | Філсон, озвучка (Епізод: "FFA")                                           |
| 2015      | с  | Історія напідпитку                | Drunk History                   | Багсі Сигел (Епізод: "Las Vegas")                                         |
| 2015—2021 | мс | С означає Сім'я                   | F Is for Family                 | Вік, озвучка (52 епізоди)                                                 |
| 2016      | с  | Усередині Емі Шумер               | Inside Amy Schumer              | Сем (Епізод: "Fame")                                                      |
| 2017      | с  | Суботнього вечора в прямому ефірі | Saturday Night Live             | гість (Епізод: "Sam Rockwell / Halsey")                                   |
| 2019      | с  |                                   | Fosse/Verdon                    | Боб Фосс (8 епізодів)                                                     |
| 2020      | с  |                                   | Home Movie: The Princess Bride  | Вестлі (Епізод: "Chapter Five: Life Is Pain")                             |
| 2022      | с  | Останні кінозірки                 | The Last Movie Stars            | Стюарт Розенберг (6 епізодів)                                             |
| 2023      | мс | А що як...?                       | What If...?                     | Джастін Хаммер (Епізод: "What If... Happy Hogan Saved Christmas?")        |

### Відеоігри
| Рік  |    | Українська назва | Оригінальна назва | Роль                  |
| ---- | -- | ---------------- | ----------------- | --------------------- |
| 2009 | вг | G-Force          | G-Force           | Дарвін                |
| 2016 | вг | Dishonored 2     | Dishonored 2      | офіцер Мортімер Рамзі |

## Театральні постановки
1. A Behanding in Spokane[en]
2. The Largest Elizabeth
3. Dessert at Waffle House
4. Den of Thieves
5. Orphans
6. Face Divided
7. Love and Human Remains
8. Goosepimples (1998)
9. Hot L Baltimore (2000)
10. The Zoo Story[en] (2001)
11. Dumb Waiter (2001)
12. The Last Days of Judas Iscariot[en] (2005)

## Нагороди
| Рік  | Організація                                  | Нагорода                                   | Фільм                                     | Результат |
| ---- | -------------------------------------------- | ------------------------------------------ | ----------------------------------------- | --------- |
| 1997 | Монреальський кінофестиваль                  | Найкращий актор                            | «Лугові собачки»                          | Перемога  |
| 1997 | Міжнародний кінофестиваль в Каталонії (CIFF) | Найкращий актор                            | «Лугові собачки»                          | Перемога  |
| 2000 | Гільдія кіноакторів США                      | Найкращий акторський склад                 | «Зелена миля»                             | Номінація |
| 2003 | Берлінський кінофестиваль                    | Найкращий актор                            | «Сповідь небезпечної людини»              | Перемога  |
| 2003 | Супутник                                     | Найкраща роль                              | «Сповідь небезпечної людини»              | Номінація |
| 2004 | Супутник                                     |                                            | «Чудова Афера»                            | Номінація |
| 2007 | CIFF                                         | Найкращий актор                            | «Джошуа»                                  | Перемога  |
| 2008 | Супутник                                     | Найкращий актор                            | «Задуха»                                  | Номінація |
| 2008 | Санденс                                      | Спеціальний приз журі                      | «Задуха»                                  | Перемога  |
| 2009 | Гільдія кіноакторів США                      |                                            | «Фрост проти Ніксона»                     | Номінація |
| 2009 | Міжнародний кінофестиваль в Сіетлі (SIFF)    | Найкращий актор                            | «Місяць»                                  | Перемога  |
| 2009 | Scream Awards                                | Найкращий актор                            | «Місяць»                                  | Номінація |
| 2009 | Премія британського незалежного кіно         | Найкращий актор                            | «Місяць»                                  | Номінація |
| 2009 | Detroit Film Critics Society                 | Найкращий актор                            | «Місяць»                                  | Номінація |
| 2009 | Сатурн                                       | Найкращий актор                            | «Місяць»                                  | Номінація |
| 2009 | CIFF                                         | Найкращий актор                            | «Місяць»                                  | Перемога  |
| 2017 | Премія британського незалежного кіно         | Найкращий актор другого плану              | «Три білборди за межами Еббінга, Міссурі» | Номінація |
| 2017 | «Золотий глобус»                             | Найкращий актор другого плану              | «Три білборди за межами Еббінга, Міссурі» | Перемога  |
| 2017 | Кінопремія Голлівуду                         | Найкращий актор другого плану              | «Три білборди за межами Еббінга, Міссурі» | Перемога  |
| 2017 | Асоціація кінокритиків Лос-Анджелеса         | Найкращий актор другого плану              | «Три білборди за межами Еббінга, Міссурі» | 2         |
| 2017 | Премія Гільдії кіноакторів                   | Найкращий акторський склад в ігровому кіно | «Три білборди за межами Еббінга, Міссурі» | Перемога  |
| 2017 | Премія Гільдії кіноакторів                   | Найкраща чоловіча роль                     | «Три білборди за межами Еббінга, Міссурі» | Перемога  |
| 2018 | Премія BAFTA                                 | Найкращий актор другого плану              | «Три білборди за межами Еббінга, Міссурі» | Перемога  |
| 2018 | Австралійська академія (AACTA)               | Найкращий актор другого плану              | «Три білборди за межами Еббінга, Міссурі» | Перемога  |
| 2018 | «Оскар»                                      | Найкраща чоловіча роль другого плану       | «Три білборди за межами Еббінга, Міссурі» | Перемога  |
| 2018 | Незалежний дух                               | Найкращий актор другого плану              | «Три білборди за межами Еббінга, Міссурі» | Перемога  |
| 2018 | Міжнародний кінофестиваль Палм-Спрінгз       | Spotlight Award                            | «Три білборди за межами Еббінга, Міссурі» | Перемога  |
| 2018 | Вибір критиків                               | Найкращий актор другого плану              | «Три білборди за межами Еббінга, Міссурі» | Перемога  |